# Synthecium crassum
Synthecium crassum is een hydroïdpoliep uit de familie Syntheciidae. De poliep komt uit het geslacht Synthecium. Synthecium crassum werd in 1940 voor het eerst wetenschappelijk beschreven door Fraser. 